# Jose Pablo Gil
José Pablo Gil Rodríguez oder Jose Pablo Gil Rodríguez (* 10. April 1995 in San José) ist ein costa-ricanischer Rollstuhltennisspieler.

## Karriere
Jose Pablo Gil begann im Alter von zehn Jahren mit dem Tennis. Bereits mit 13 bekam er aufgrund seiner Fähigkeiten ein Stipendium und wechselte an eine High School in den USA, um so Schule und Sport kombinieren zu können. Nachdem er seinen Abschluss gemacht hatte, bekam er 2016 ein weiteres Stipendium an einer Universität in Kalifornien. Ein schwerer Autounfall, nach dem er zwei Wochen im Koma lag, durchkreuzte seine Pläne – seitdem ist Gil querschnittgelähmt. Sechs Monate später hatte er sich so weit erholt, dass er mit dem Rollstuhltennis begann. Er spielt seit 2017 auf der ITF-Tour und konnte mehrere Turniere niedrigerer Kategorie im Einzel oder Doppel gewinnen.
Seit 2020 tritt Jose Pablo Gil regelmäßig beim World Team Cup für Costa Rica an.
Er nahm zweimal an Parapanamerikanischen Spielen teil. 2019 in Lima erreichte er das Viertelfinale, wo er gegen den Argentinier Agustín Ledesma ausschied. Auch bei den Spielen 2023 in Santiago de Chile gelang ihm der Viertelfinaleinzug, diesmal unterlag er dem späteren Goldmedaillengewinner Gustavo Fernández.
Gil trat zweimal bei Paralympischen Spielen an. 2021 in Tokio konnte er in seiner Auftaktbegegnung mit dem Malaysier Abu Samah Borhan eine Satzführung nicht nutzen und unterlag in drei Sätzen. Bei den Spielen 2024 in Paris verlor er in der ersten Runde gegen den US-Amerikaner Conner Stroud klar in zwei Sätzen.